# 国际智力博物馆
国际智力博物馆位于蒙古国乌兰巴托，是蒙古国第一家私人博物馆。

## 简介
该博物馆成立于1990年8月13日。博物馆展出来自世界各地130个国家和地区的超过11000个智力项目。为使游客了解科学的本质，展品被分为15个亚类。游客可在博物馆内玩各种智力玩具和拼图，通过最简单的形式了解各个科学分支。观众可以在游戏中挑战自我，共同解决难题。
该馆的地址是乌兰巴托的巴彦珠尔赫区。